# Ярев мост
Яревият мост (на гръцки: Γεφύρι Γιάρη) е стар каменен мост в Егейска Македония, Гърция, в кушнишкото село Мущени (Мустени).
Мостът е най-горният от четирите моста на река Кастанес в Мущени.
Арката му носи поредица от камъни с декоративен корниз. Бетонните парапети и водопроводните тръби от горната му страна са променили естетиката му, а пътната му настилка също е покрита с цимент, тъй като остава функционална, обслужваща преминаването на пешеходци и превозни средства.